# A Abóbada
A Abóbada é um romance histórico de Alexandre Herculano, localizado no ano e época de 1401, tem por assunto a construção do Convento e Mosteiro da Batalha, pelo arquitecto Mestre Afonso Domingues, que o delineou, e que apesar de cego o concluiu, depois das obras terem sido entregues ao arquitecto irlandês Mestre Huguet.